# Sonico (rede social)
Sonico foi um site oferecendo o serviço de rede social disponível publicamente, direcionado ao público latino-americano.
Os usuários podiam pesquisar e adicionar amigos, gerenciar a vida privada, enviar fotos e vídeos do YouTube, organizar eventos, desafiar outros utilizadores em jogos single-player e interagir com outras pessoas por meio de mensagens particulares, além de comentários públicos e fotos.
O Sonico era uma rede social, como o Orkut, com algumas funcionalidades específicas que permitiam, por exemplo, a criação de três perfis diferentes: Privado, Público e Profissional.
O site também permitia a integração com outros serviços como o Flickr, o Twitter e o Picasa.
Após um rápido crescimento inicial com a adesão de milhões de usuários, sendo a maioria do Brasil, os acessos ao Sonico caíram consideravelmente.
Em 2 de dezembro de 2014 o Sonico se fundiu ao Twoo.